# 康登鎮區 (伊利諾伊州斯凱勒縣)
康登鎮區（英語：Camden Township）是位於美國伊利諾伊州斯凱勒縣的一個行政鎮區。

## 地方資料
根據2010年美國人口普查的數據，康登鎮區的面積為95.50平方千米，當中陸地面積為95.60平方千米，而水域面積為0.00平方千米。當地共有人口210人，而人口密度為每平方千米2.2人。